# Cercanías Madrid
A Cercanías Madrid Madrid elővárosivasút-hálózata. A kilenc vonalból álló 370 kilométeres hálózaton 90 állomás található, a belső részeken a vonatok követési ideje csúcsidőben 3-4 perc. A járatokat naponta 880 000 fő veszi igénybe.  A hálózat nagyban lefedi Madrid Autonóm Közösség területét, amely közvetlen kapcsolatot nyújt a fővárossal. A hálózat eléri Guadalajara, Segovia és Ávila településeket.

## Hálózat
| Járat | Főbb állomások                                                                               | Km  | Állomások száma | Járatsűrűség (perc) | Szerelvény      | Fenntartó alvállalkozó |
| ----- | -------------------------------------------------------------------------------------------- | --- | --------------- | ------------------- | --------------- | ---------------------- |
| C-1   | Príncipe Pío - Atocha - Chamartín - Aeropuerto T4                                            | 24  | 11              | 30                  | 465             |                        |
| C-2   | Guadalajara - Alcalá de Henares - Atocha - Chamartín                                         | 65  | 19              | 30                  | 446/447/450     | Guadalajara-Chamartín  |
| C-3   | Aranjuez - Atocha - Sol - Villalba - El Escorial                                             | 106 | 23              | 15-30               | 465             | Aranjuez-Chamartín     |
| C-4   | Alcobendas-S.S. Reyes/ Colmenar Viejo - Sol - Atocha - Parla                                 | 48  | 15              |                     | 465             |                        |
| C-5   | Móstoles El Soto - Atocha - Fuenlabrada - Humanes                                            | 45  | 23              | 5-15                | 446             |                        |
| C-7   | Alcalá de Henares - Atocha - Chamartín - Las Rozas - Príncipe Pío - Fuente de la Mora        | 98  | 31              | 30                  | 446/447/450/465 |                        |
| C-8   | Chamartín - Villalba - Cercedilla                                                            | 78  | 21              | 30-60               | 446/447/450     |                        |
| C-9   | Cercedilla - Cotos                                                                           | 18  | 3               |                     | 442             |                        |
| C-10  | Villalba - Las Rozas - Príncipe Pío - Atocha - Chamartín - Fuente de la Mora - Aeropuerto T4 | 55  | 21              | 30                  | 446/447/450/465 | Villalba-Chamartín     |

### Előváros - Madridi vonalak
Az előváros - madridi vonalnak számít a C1, C2, C3, C4 és C8-as vonalak.   A Chamartín pályaudvar, Atocha pályaudvar, Puerta del Sol és a Nuevos Ministerios állomások a legfontosabb csomópontjai ezeknek a vonalaknak.

## Jegyárak
A Cercanías-hálózat a madridi tömegközlekedési vállalat a Consorcio Regional de Transportes de Madridhoz tartozik, 
ugyanakkor a hálózatot a Renfe üzemelteti. A madridi tömegközlekedési vállalathoz hasonlóan tarifazónás árpolitikát alkalmaz. Madridban a Cercaníasra hálózatra való átszálláskor nem érvényes a metrójegy, hiszen a Cercanías vonalhoz csak úgy lehet eljutni, ha a metróhálózatot elhagyva a beléptetőkapus rendszeren kilép az utas és a Cercaníasra szintén a beléptető kapun megy be.
| Tarifazóna száma | Billete sencillo (Egyszeri menetjegy) (€) | Bonotrén (10 utazásra szóló vonatbérlet) (€) | Abono mensual (Havi bérlet) (€) |
| ---------------- | ----------------------------------------- | -------------------------------------------- | ------------------------------- |
| 1 és 2           | 1,70                                      | 10                                           | 27,90                           |
| 3                | 1,85                                      | 13,70                                        | 36,70                           |
| 4                | 2,60                                      | 18,55                                        | 59,15                           |
| 5                | 3,40                                      | 24,30                                        | 68,70                           |
| 6                | 4,05                                      | 28,55                                        | 80,95                           |
| 7                | 5,50                                      | 38,45                                        | 92,90                           |

## Járművek

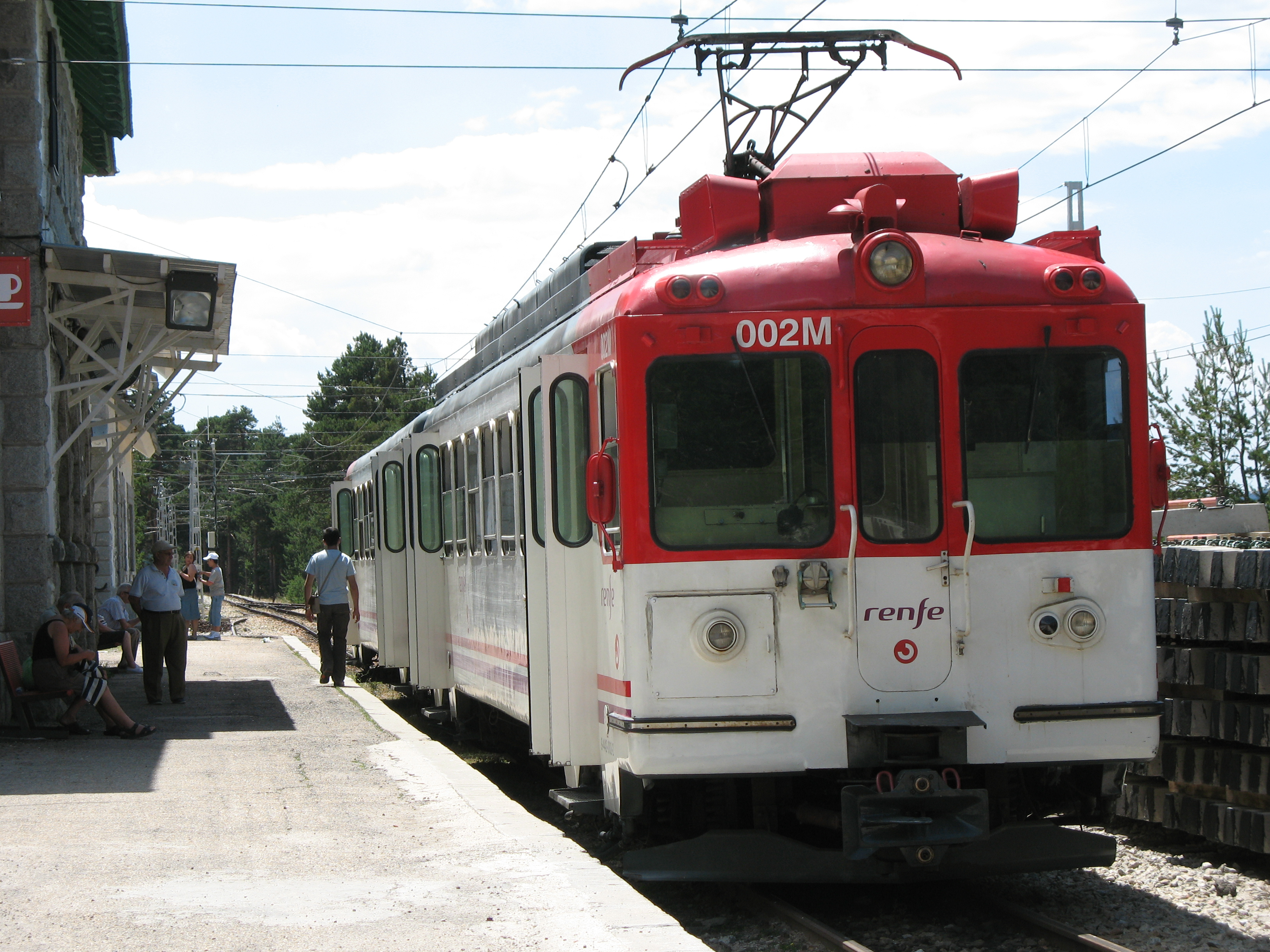
RENFE 442 sorozat
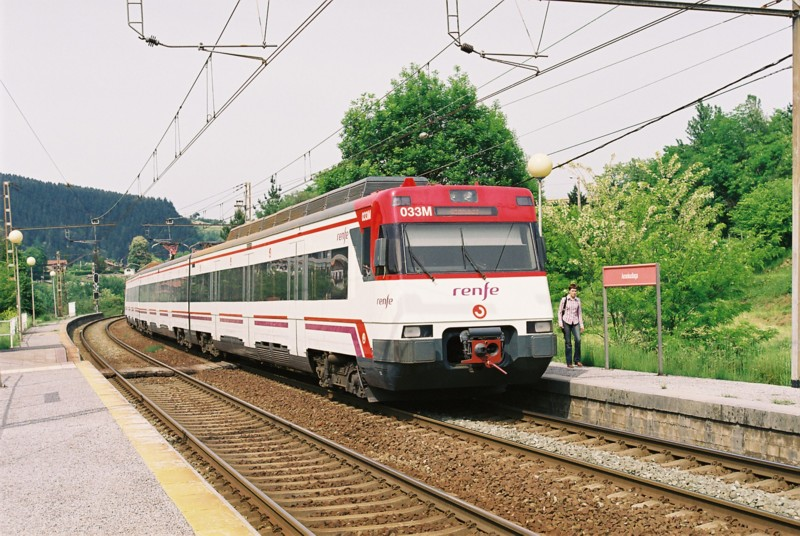
RENFE 446 sorozat
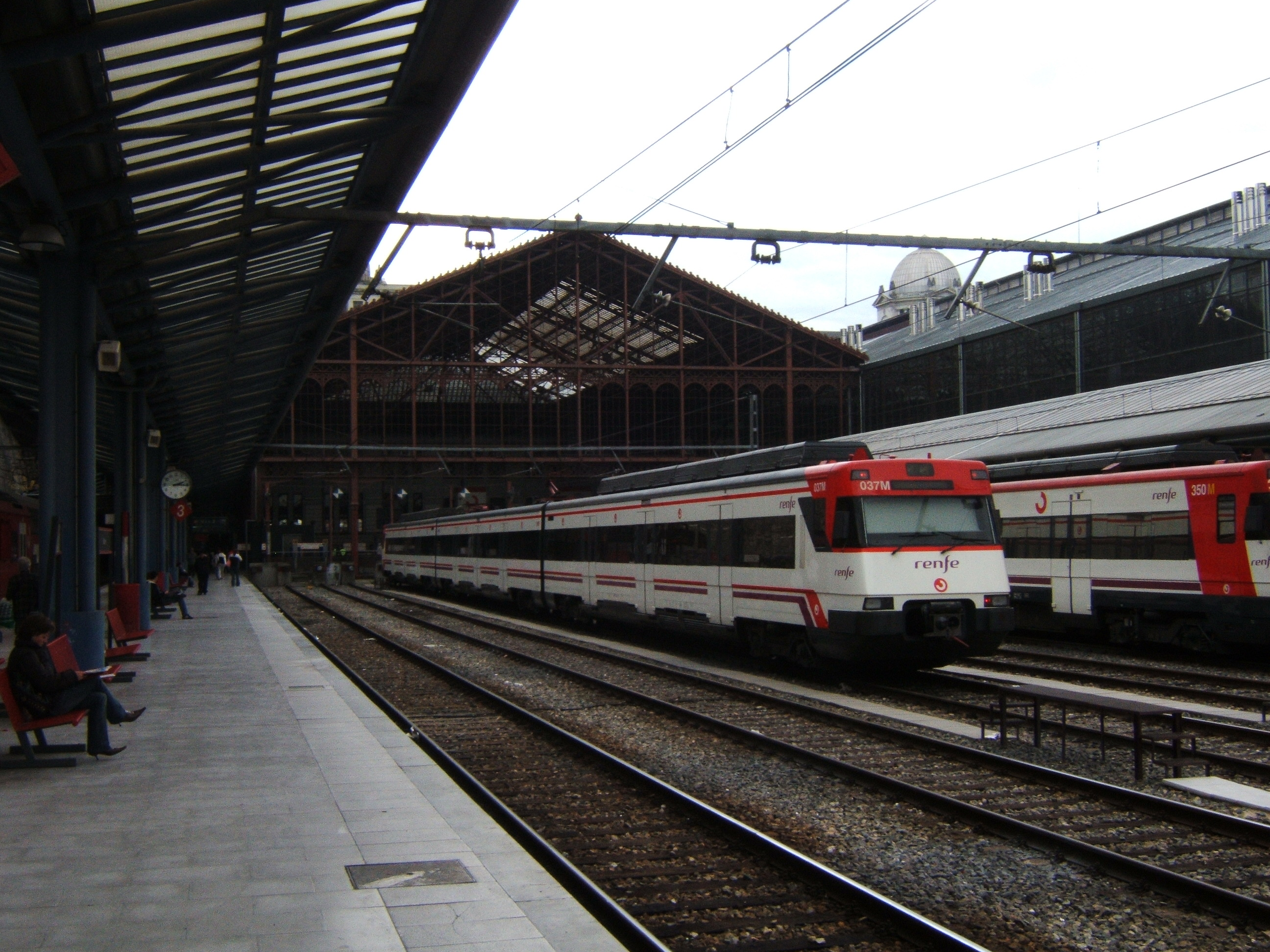
RENFE 447 sorozat
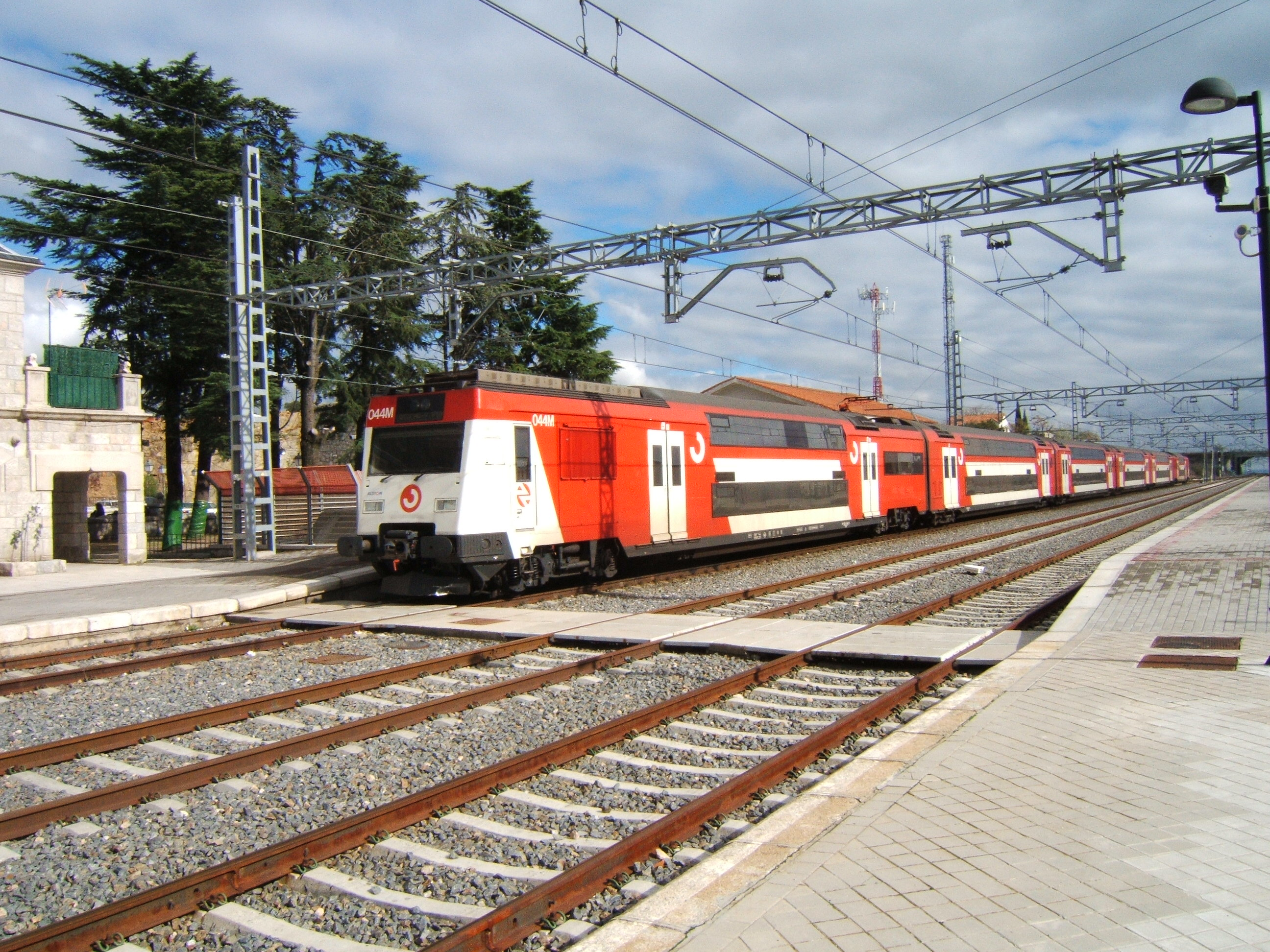
RENFE 450 sorozat
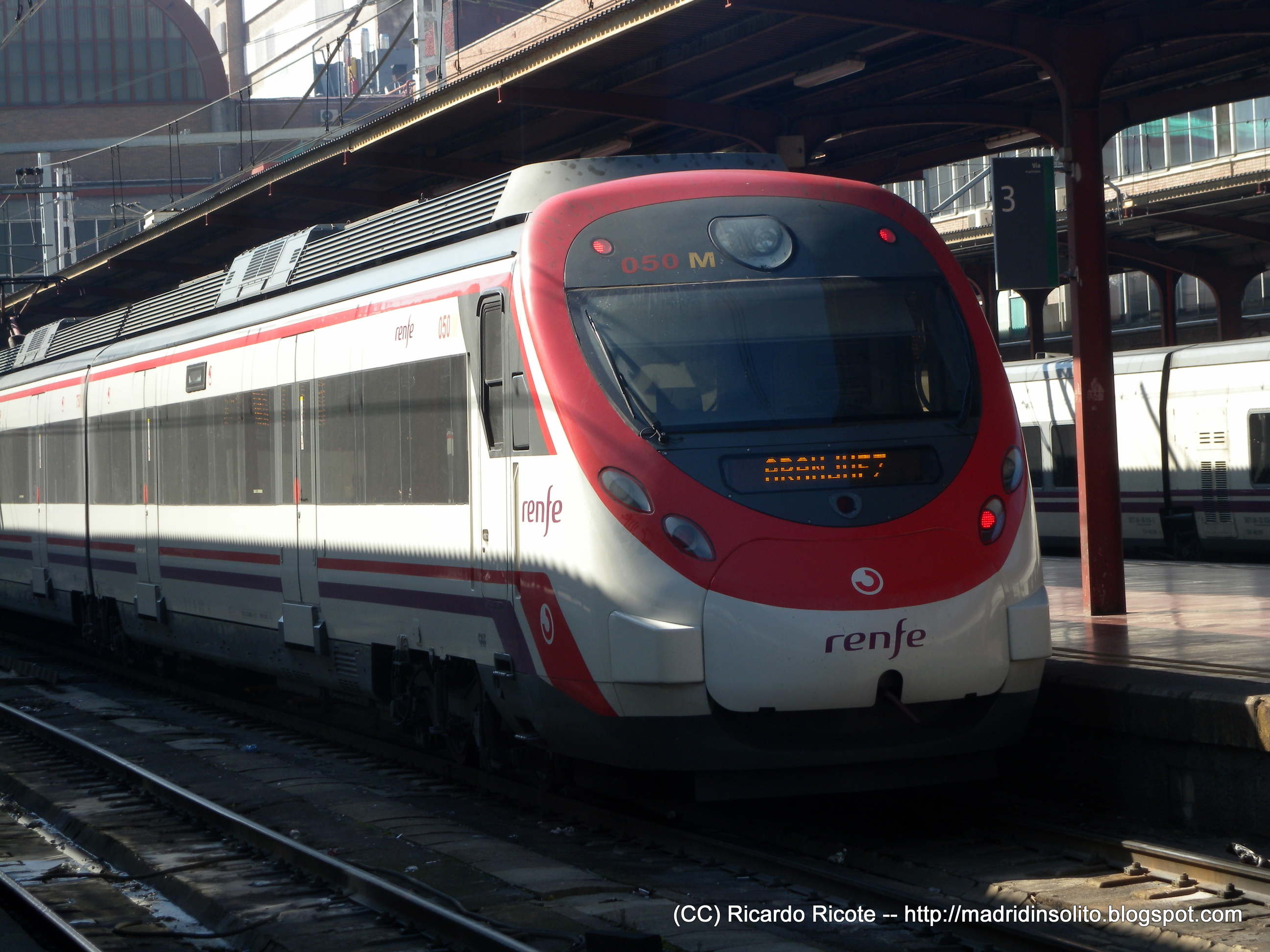
RENFE 465 sorozat

## Lásd még
- 2004-es madridi terrortámadások - terrortámadás a Cercanías Madrid utasai ellen